# Albert White
Albert Cosad White, noto anche con il soprannome Al,, detto Al (Oakland, 14 maggio 1895 – Richmond, 8 luglio 1982), è stato un tuffatore statunitense.

## Biografia
Ha rappresentato gli Stati Uniti d'America ai Giochi olimpici di Parigi 1924, dove ha collezionato due medaglie d'oro nella piattaforma 10 m e nel trampolino 3 m.

## Palmarès
- Giochi olimpici

Parigi 1924: oro nella piattaforma 10 m e nel trampolino 3 m